# Johann Helfrich Dexbach

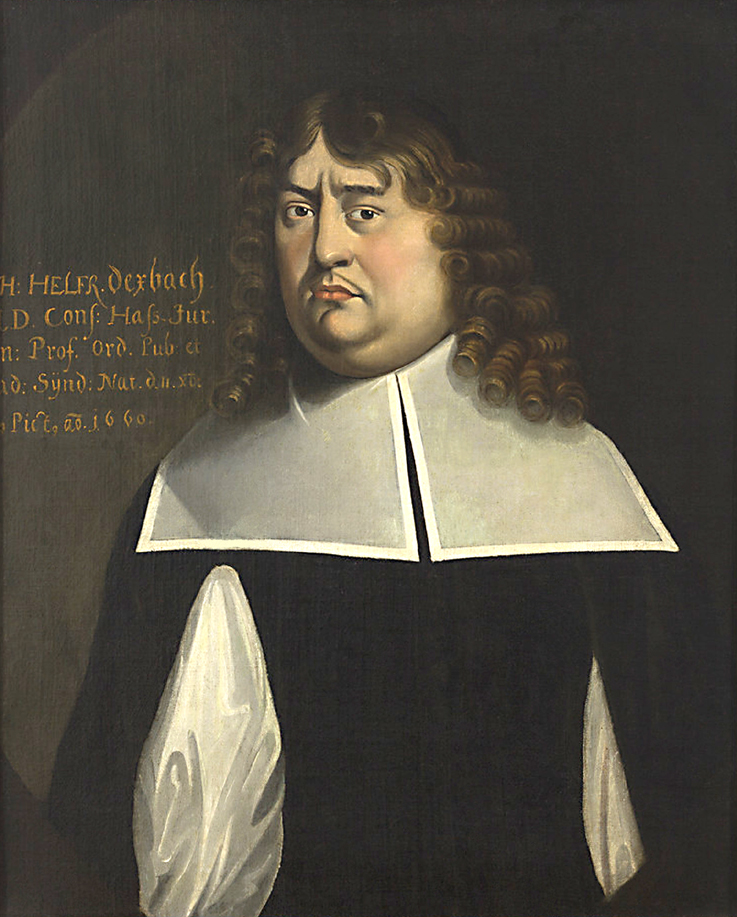
Johann Helfrich Dexbach

Johann Helfrich Dexbach (* 11. Dezember 1629 in Kassel; † 15. Dezember 1682 in Marburg) war ein deutscher Rechtswissenschaftler und Hochschullehrer.

## Leben
Johann Helfrich wurde als Sohn des Kassler Regierungs- und Konsistorialrates Wigand Dexbach (* ± 1600 in Marburg; † 1657 in Kassel) und dessen Frau Catharina Deinhard (* 3. November 1628 in Marburg; † 13. Juni 1677) geboren. Nachdem er die Bildungseinrichtungen seiner Geburtsstadt durchlaufen hatte, zog er 1653 an die Universität Straßburg und die Universität Genf. 1656 kehrte er in die Heimat zurück und erlangte 1657 das Lizentiat der Rechtswissenschaften an der Universität Marburg. Am 20. April 1659 übernahm er eine außerordentliche Professur der Rechte an der Marburger Hochschule und wurde am 30. Juni 1660 ordentlicher Professor der Institutionen.
Kurz darauf wurde er am 8. November 1660 zum Doktor der Rechte promoviert. Am 29. August 1663 stieg er in die Professur der Pandekten auf. 1663 übernahm er vertretungsweise die Stelle eines Universitätssyndikus der Marburger Hochschule, welche Aufgabe er 1665 offiziell übernahm. In dieser Funktion wirkte er als Deputierter der Universität auf den hessischen Landtagen 1666, 1672, 1673, 1675, 1677 und 1682. Zudem beteiligte er sich auch an den organisatorischen Aufgaben der Marburger Hochschule, So war er 1666, 1669, 1673, 1676, 1679, 1682 Dekan der juristischen Fakultät, 1666 Rektor der Marburger Hochschule, sowie 1676 gleichbedeutender Prorektor der Bildungseinrichtung. 1677 wurde er hessisch-landgräflicher Rat.
Dexbach verheiratete sich 1660 mit Dorothea Margarethe Weitzel, die Tochter des hessen-kasselischen Oberst Conrad Weitzel. Aus der Ehe stammen drei Söhne und vier Töchter, welche aber alle wieder jung verstarben. Seine Witwe heiratete in zweiter Ehe den hessisch-kasselischen Kriegsrat Tobias Magirus.

## Werke
- Theses Has Inaugurales, De Delictis In Contractus Incidentibus Ex Decreto & Authoritate. Marburg, 1657
- Theses juridicae. Resp. Joachim Heinrich von Bardeleben. Marburg, 1661
- Disputatio Iuridica Continens Theses Aliquot Ex Frequentissima Emptionis materia. Resp.Hermann Philipp Günst. Marburg, 1661, (Digitalisat)
- Disputatio Iuridica De Solennitatibus In Testamento Solenni Necessariis. Resp. Gregor Ries. Marburg, 1664, (Digitalisat)
- Dissertatio Iuridica Solennis Continens Positiones Aliquot De Iure Thesaurorum Ad L. unic. C. de Thesauris. Resp. Johann Justus Hartmann Fischer. Marburg, 1665, (Digitalisat)
- Applausus gratulatorius, Quo Serenissimo Et Celsissimo Principi, Domino Guilielmo Septimo, Hassiae Landgravio ... &c. Marburg, 1668,
- Discursus juridic. evictionis praestationem fuccincte delineatam exhibens. Resp. Johann Heinrich von Bornstett. Marburg, 1669
- Theses ex emptionis materia. Resp. Hermann Philipp Günst. Marburg, 1671
- Disquisitio De Principum Et Privatorum Contractibus Eiusdem Rei Nomine Cum Pluribus Initis. Resp. Hermann von Wallenstein. Marburg, 1672, (Digitalisat)
- Discussio pacti de retrovendendo. Resp. Johann Florenz Brünning. Marburg, 1674
- Progr. quo Sam. Andreae Eloq. et histor. hucusque Professorem nunc & Professionem Theologiae extraordinariam nactum esse, illamque oratione de praejudiciis ecclesiae Romanae publice auspicaturum, indicat. Marburg, 1676
- Progr. quo mortem Guilielmi, filii primog. Caroli H. L. notam facit. Marburg, 1676
- Progr. in relegationem 2 Studiosorum, XX. Aug. 1676. Marburg, 1676
- Progr. in relegationem 2 Studiosorum argumenti. Marburg, 1676
- Experimentum Juridicum De sitonia. Resp. Johann Ludoph Weinhage. Marburg, 1682, (Digitalisat)